# Abreschviller
Abreschviller [abʁɛʃvilɛʁ] (deutsch Alberschweiler, 1941–1944 Albersweiler; lothringisch Elwechwiller) ist ein Dorf und eine Gemeinde mit 1427 Einwohnern (Stand 1. Januar 2022) im französischen Département Moselle in der Region Grand Est (bis 2015 Lothringen).

## Geographie
Die Gemeinde liegt im historischen Lothringen am Rande der Vogesen an der Roten Saar, nahe dem Donon, zehn Kilometer südöstlich von Lorquin (Lörchingen) und 16 Kilometer südlich von Sarrebourg (Saarburg).
Ortsteile sind La Valette, Charlot, Les Deux Rivières, Grossmann und Grand Soldat (Soldatenthal).

## Geschichte
Die Ortschaft gehörte einst zum Elsass und zur Herrschaft Dagsburg. Das Dorf entstand aus Köhlerhütten, bekam 1605–1608 zwei Papiermühlen und hatte 1660 erst 48 Häuser, erhielt aber bald Zuwachs durch französische Ansiedler. Das Dorf entwickelte sich zu einem Gewerbe-Standort.
Durch den Frankfurter Frieden vom 10. Mai 1871 kam die Region an das deutsche Reichsland Elsaß-Lothringen, und das Dorf wurde dem Kreis Saarburg im Bezirk Lothringen zugeordnet. Die Dorfbewohner waren größtenteils in örtlichen Fabriken und Kleinbetrieben beschäftigt. Das Dorf hatte eine Papierfabrik, Hammerschmieden, Sägewerke, eine Schlosserei, einen Glaspolier-Betrieb, eine Getreidemühle, eine Kalikofabrik, eine Oberförsterei und ein Steueramt.
Am Ende des 19. Jahrhunderts wurde in Soldatenthal noch ein einzigartiger Dialekt gesprochen, der eine Mischung aus Deutsch und Französisch darstellte und nur von den Einheimischen verstanden werden konnte.
Nach dem Ersten Weltkrieg musste die Region aufgrund der Bestimmungen des Versailler Vertrags 1919 an Frankreich abgetreten werden und wurde Teil des Département Moselle. 
Im Zweiten Weltkrieg war die Region von der deutschen Wehrmacht besetzt.

### Demographie
| 1962 | 1968 | 1975 | 1982 | 1990 | 1999 | 2006 | 2019 |
| ---- | ---- | ---- | ---- | ---- | ---- | ---- | ---- |
| 1353 | 1421 | 1381 | 1309 | 1233 | 1285 | 1481 | 1400 |

## Sehenswürdigkeiten
- Kirche Saint-Pierre-aux-Liens
- Reformierte Kirche
- Friedhofskapelle Sainte-Marguerite
- Kapelle Sainte-Véronique
- Schulkapelle im Ortsteil Grand-Soldat
- Soldatenfriedhof (französischer und deutscher Teil)

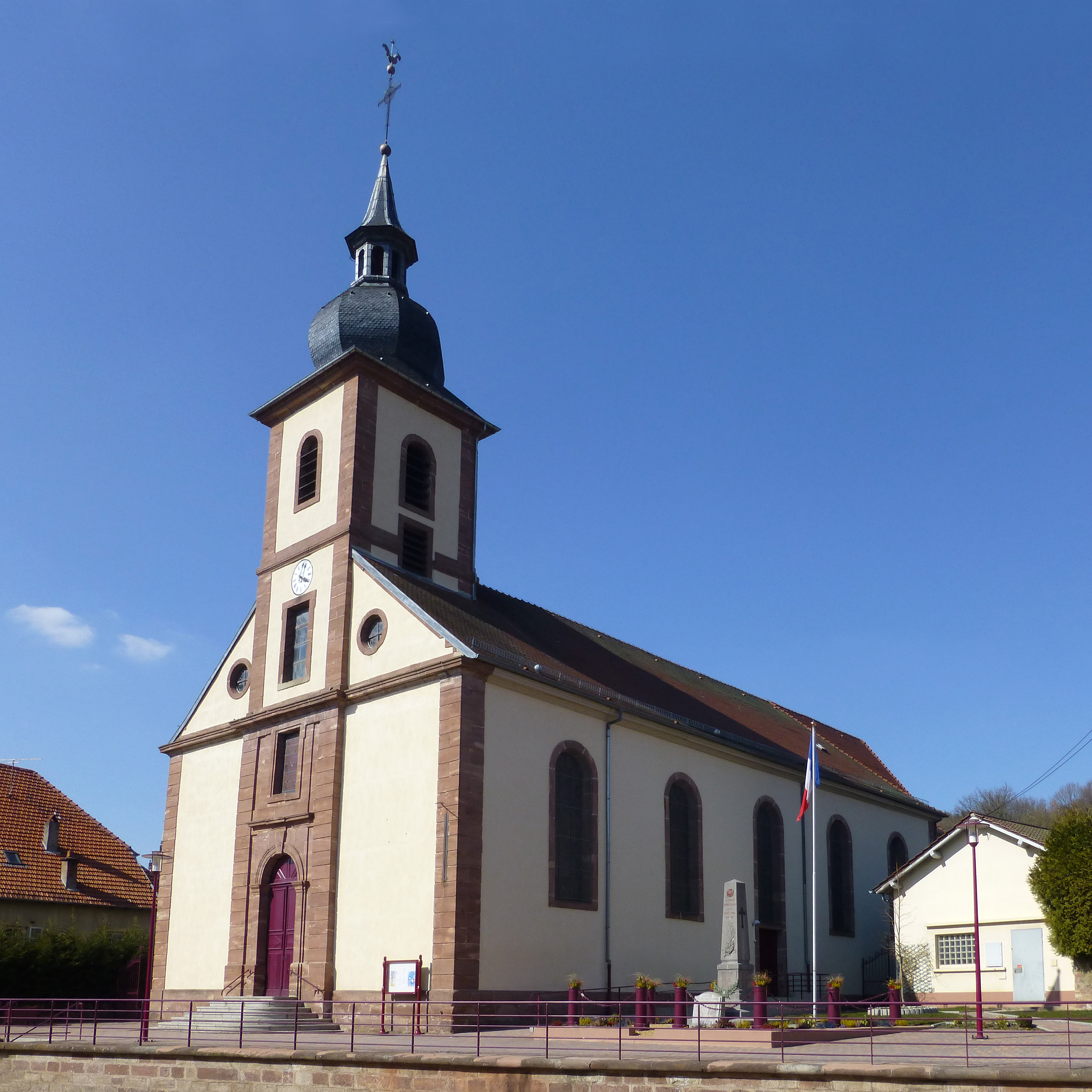
Kirche Saint-Pierre-aux-Liens
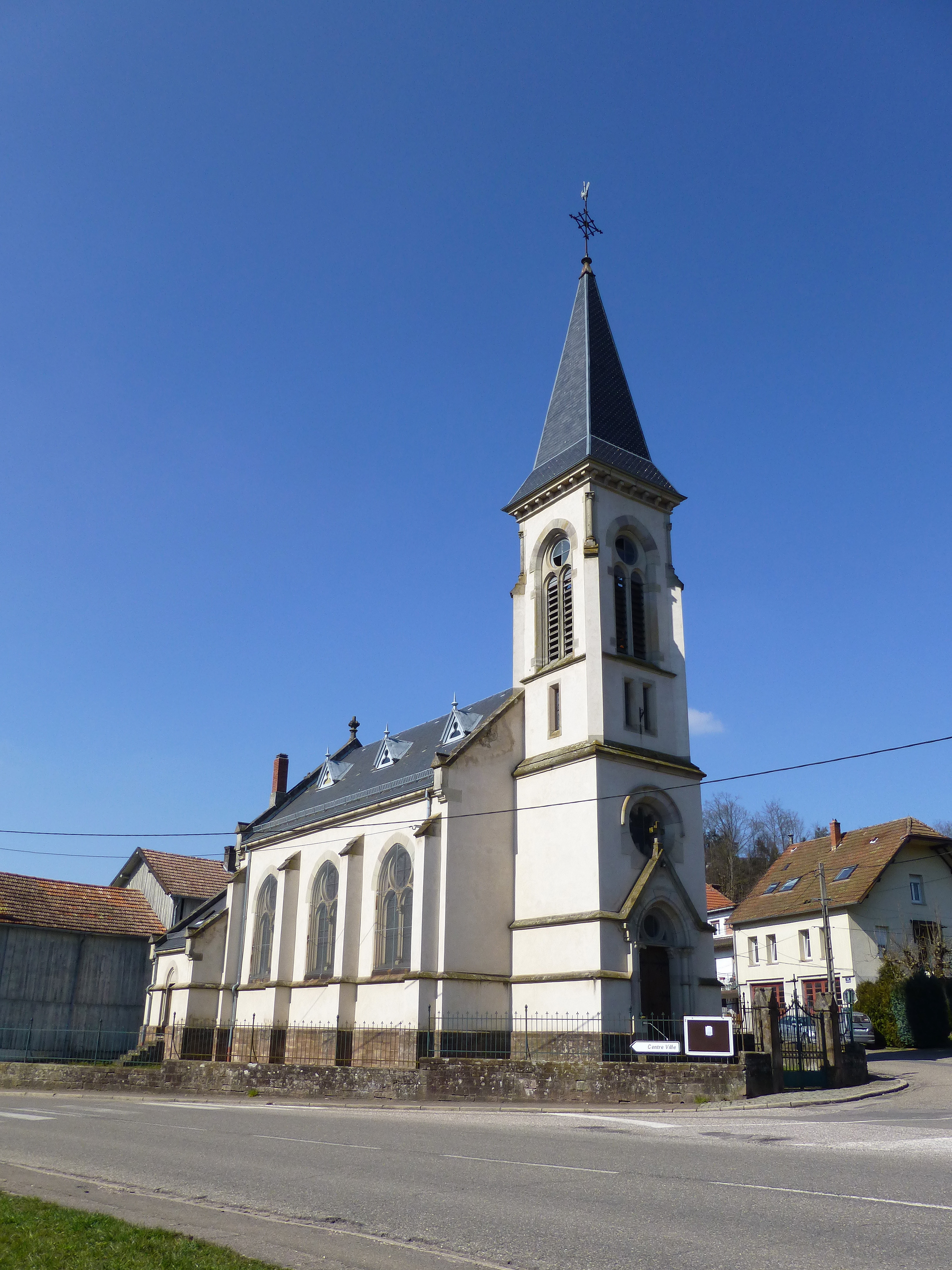
Reformierte Kirche
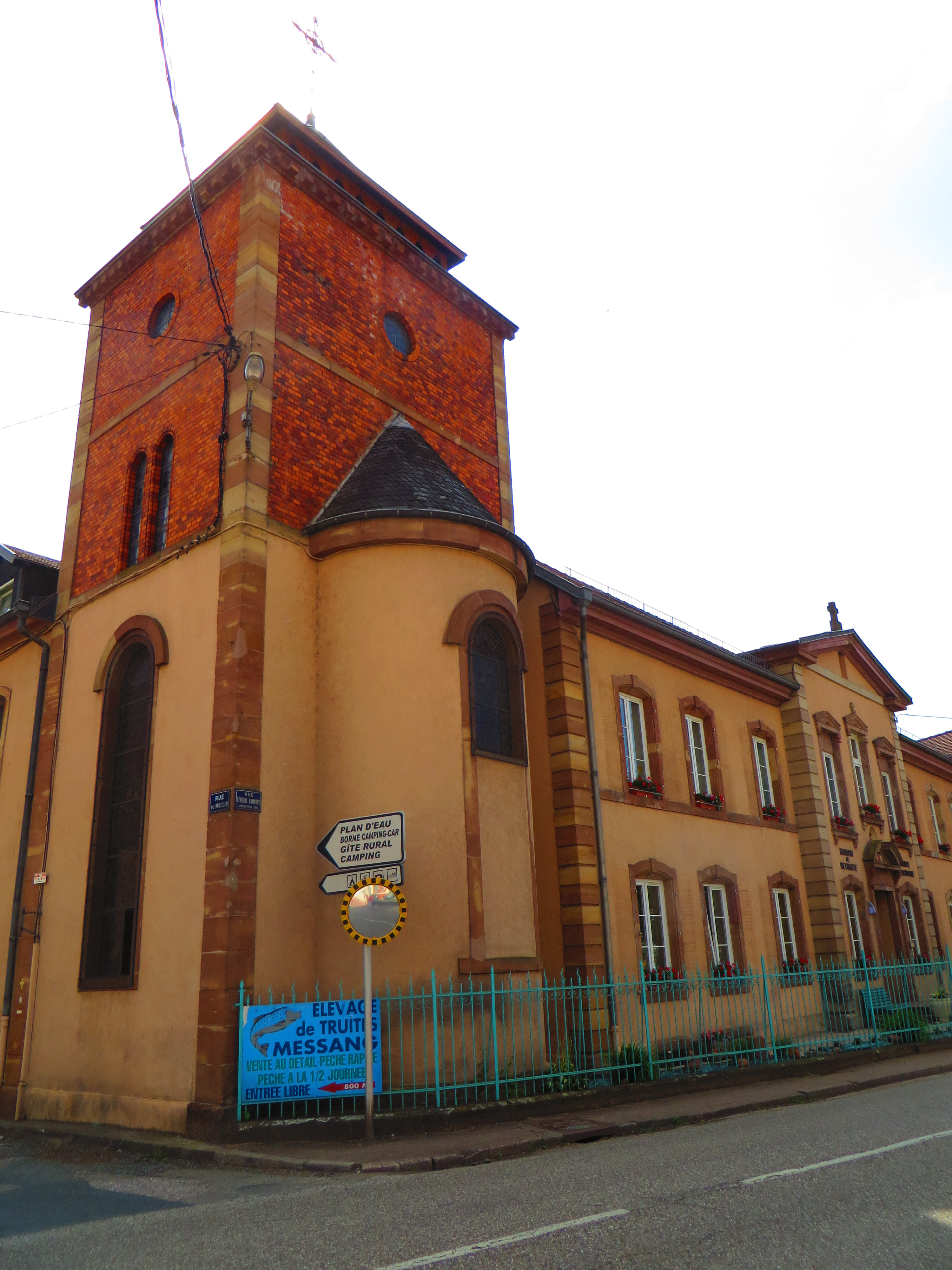
Kapelle Sainte-Véronique
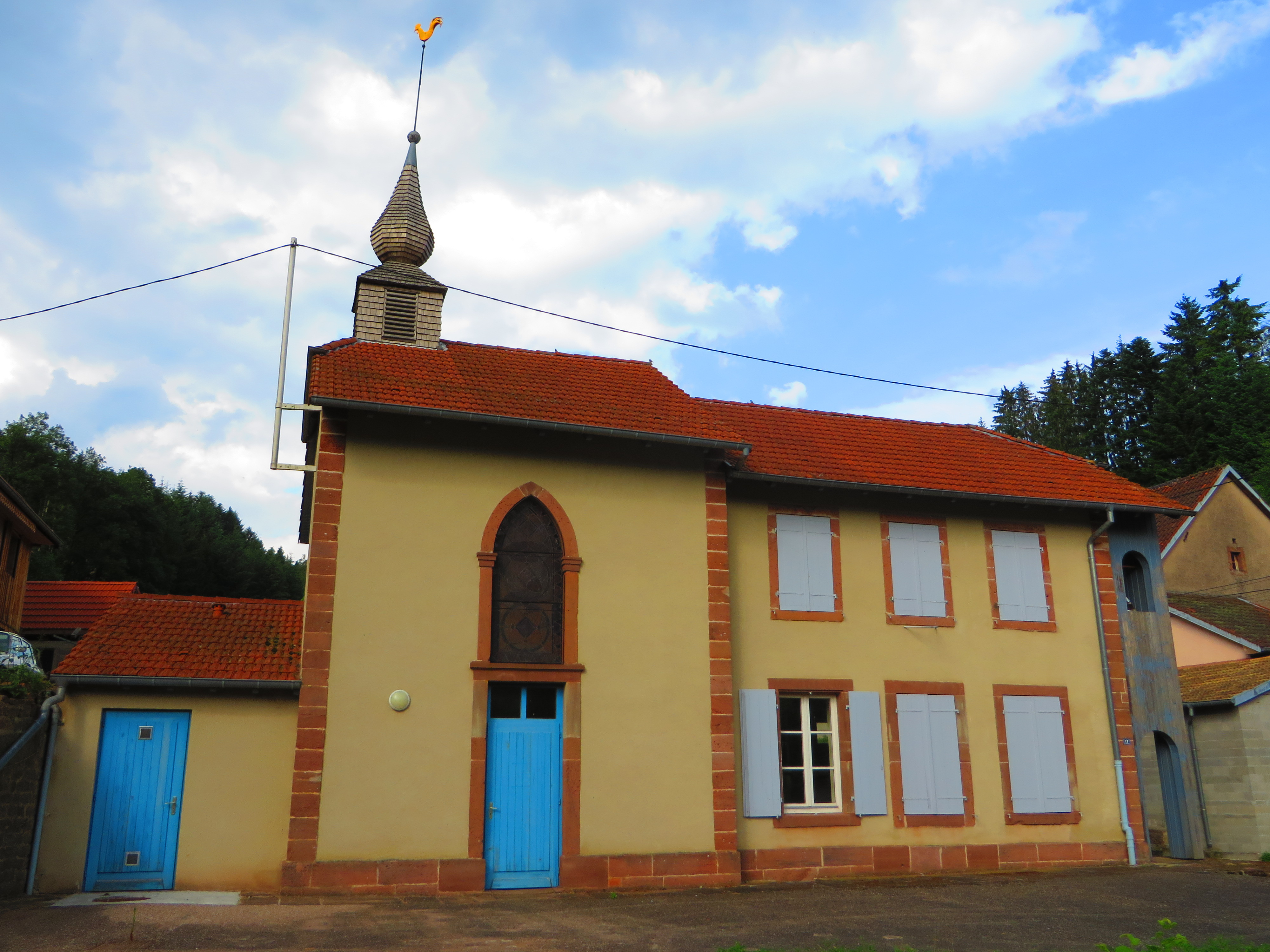
Schulkapelle in Grand-Soldat
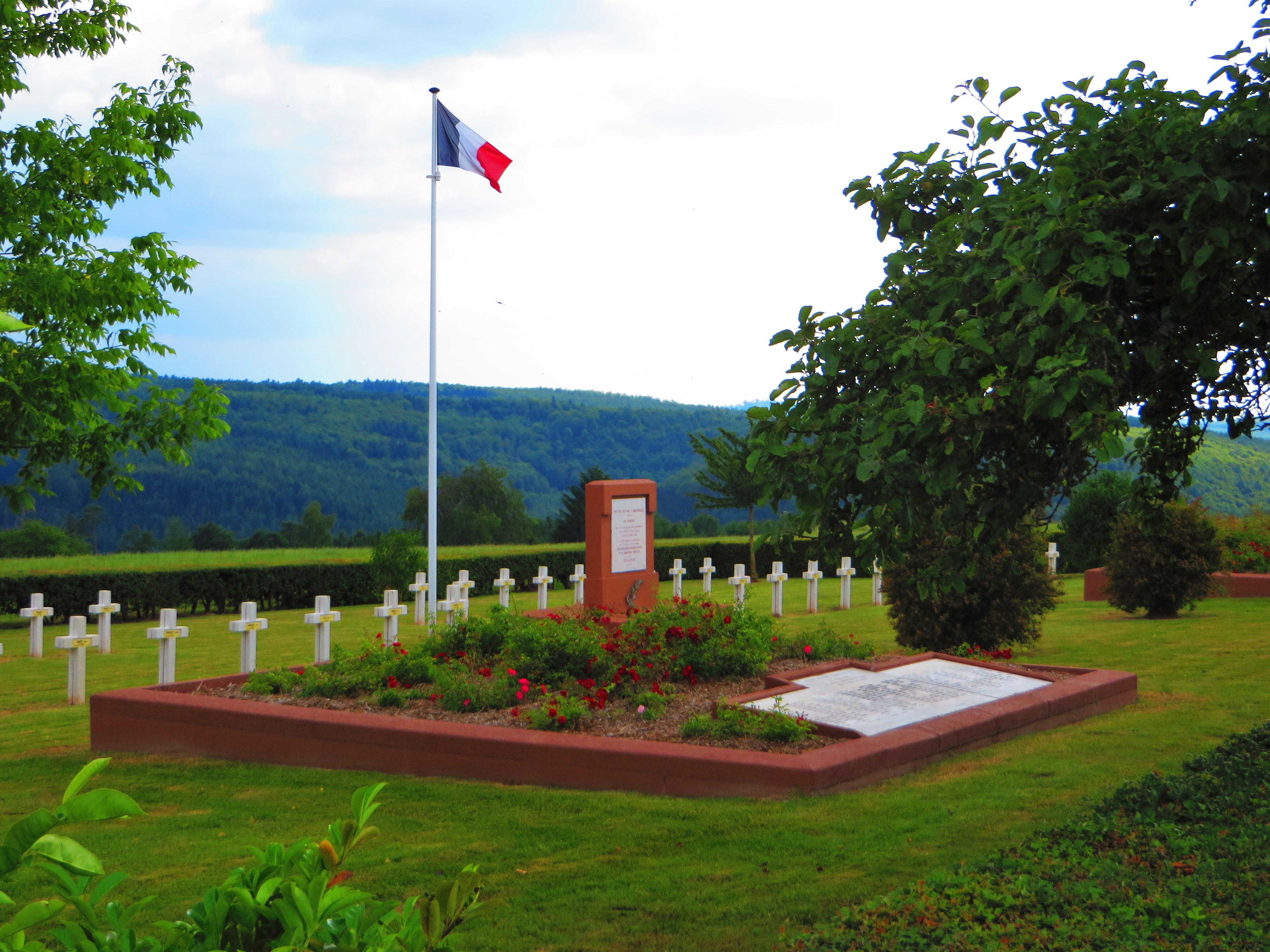
Französischer Soldatenfriedhof
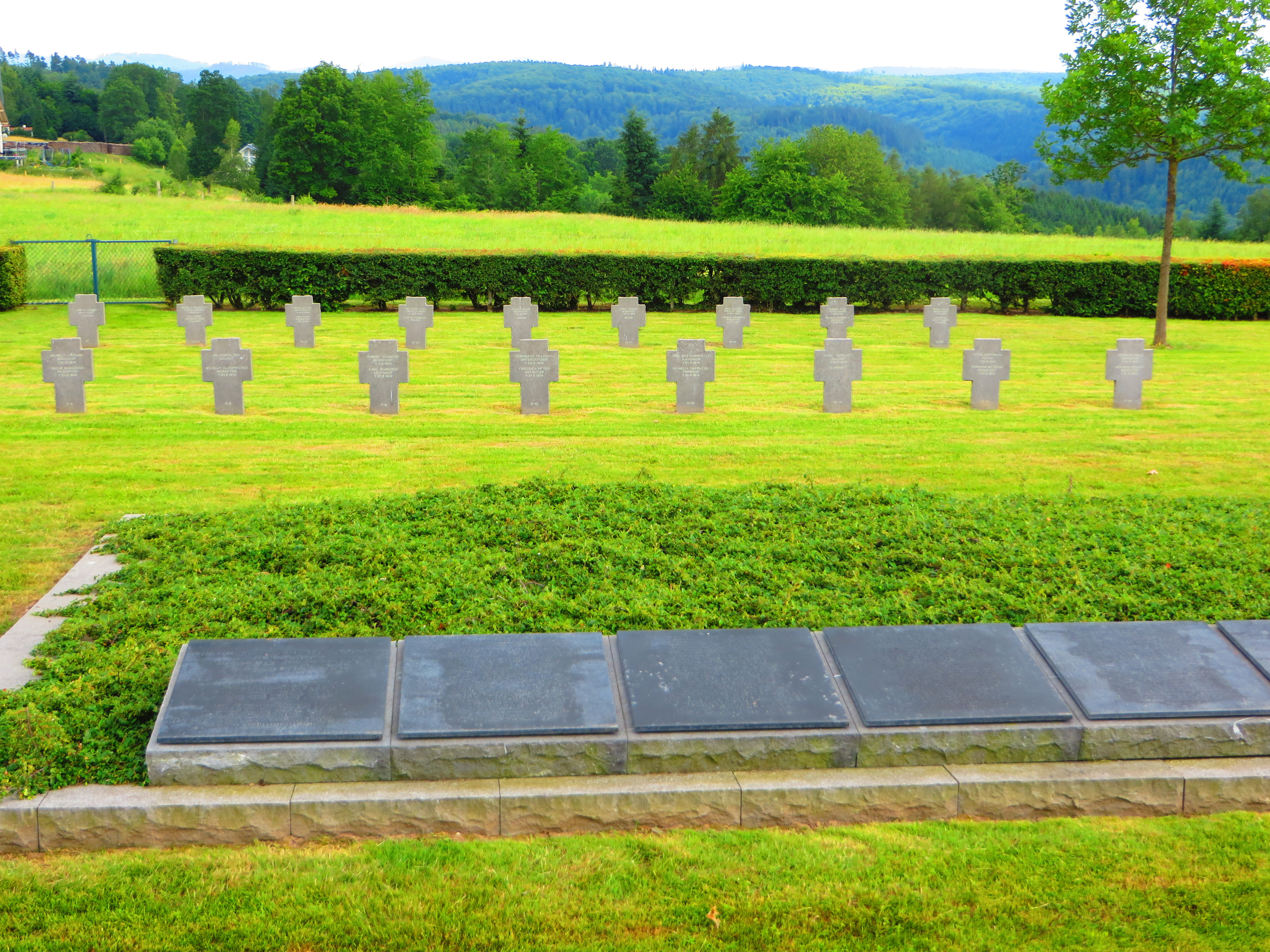
Deutscher Soldatenfriedhof

## Verkehr

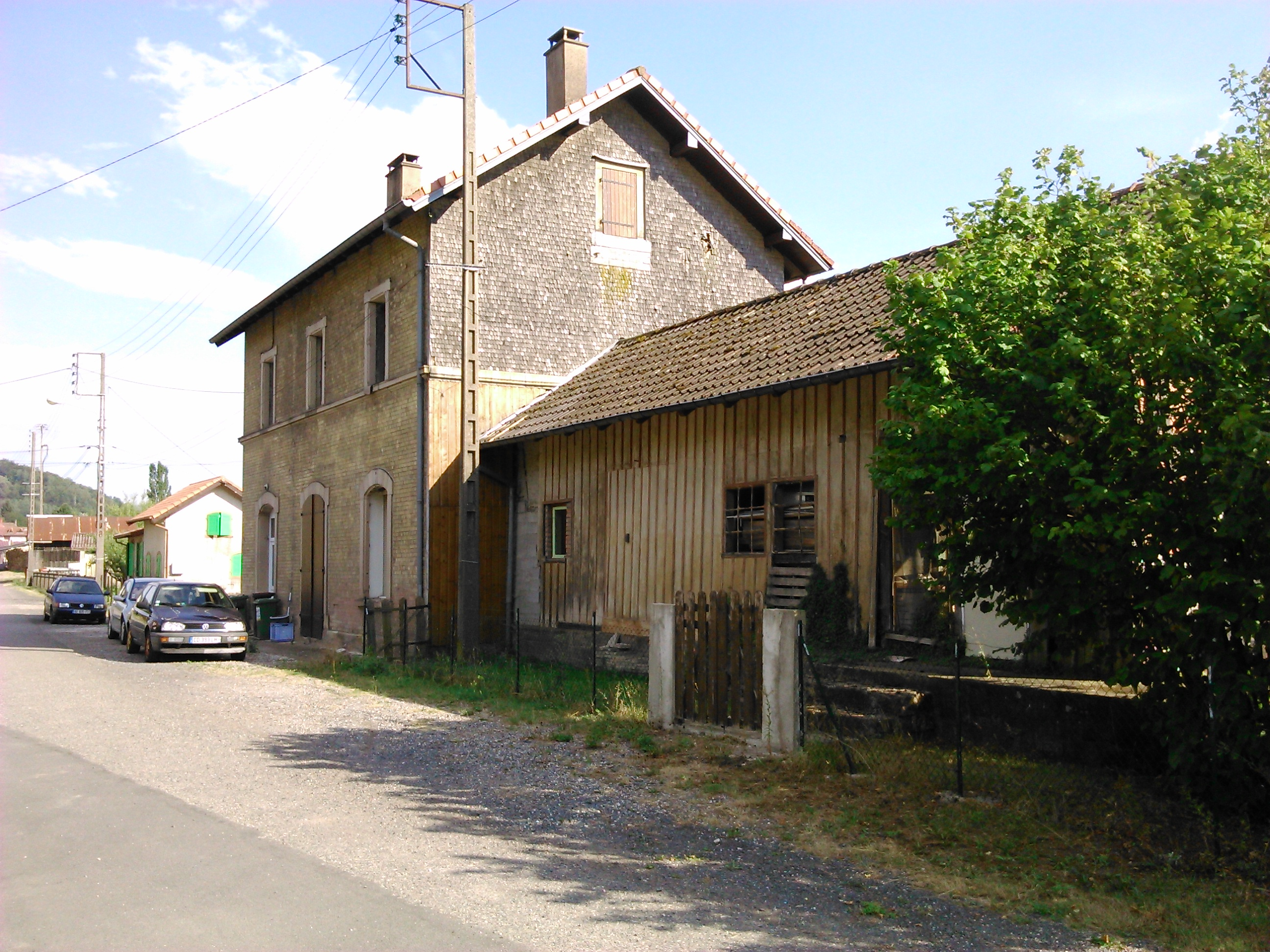
Ehemaliger Bahnhof

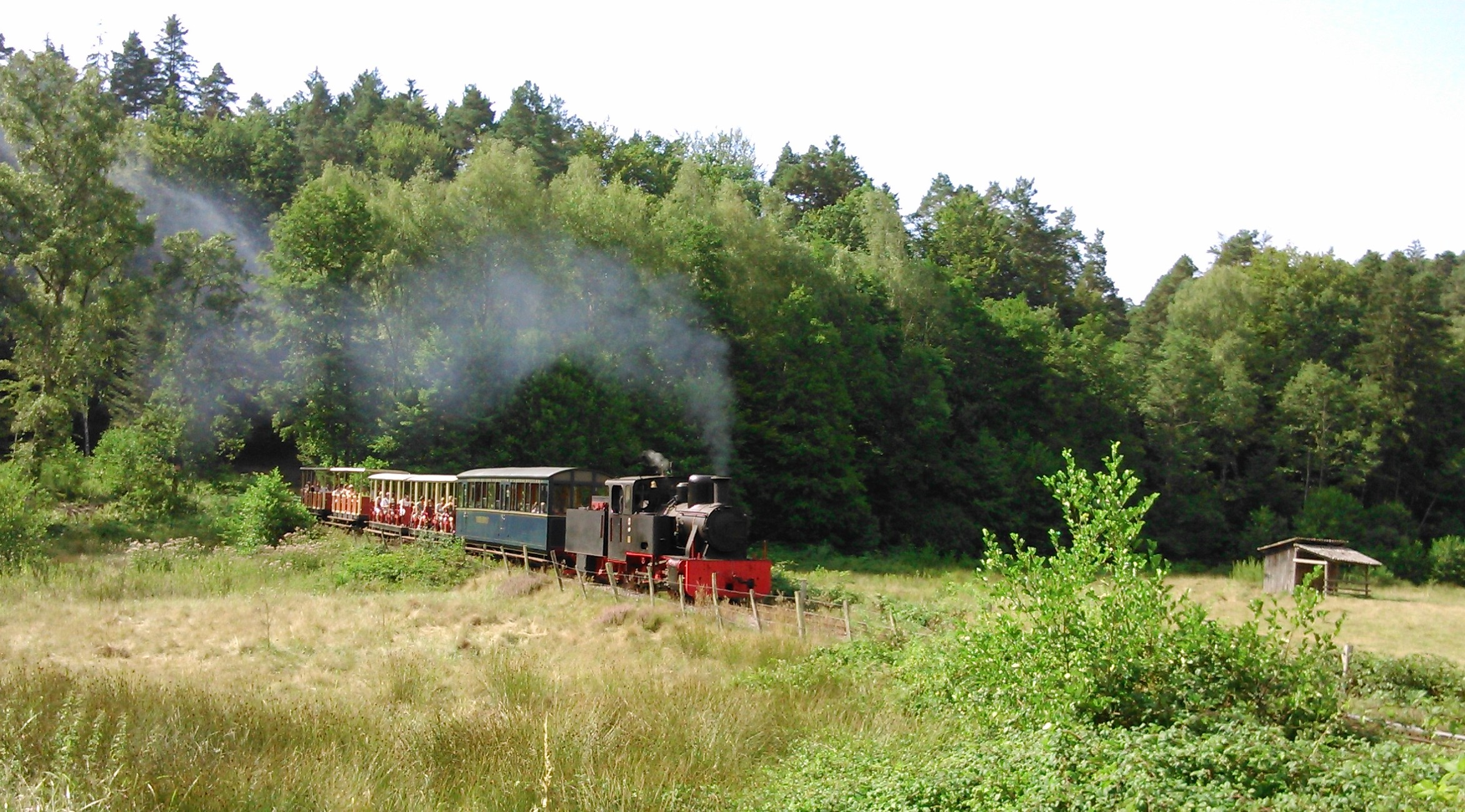
Zug des Chemin de fer touristique d’Abreschviller

Abreschviller war Endpunkt der Bahnstrecke Sarrebourg–Abreschviller, die am 9. Januar 1892 von den Reichseisenbahnen in Elsaß-Lothringen (EL) eröffnet wurde. Der Personenverkehr endete am 31. Mai 1970, am 1. August 1991 verkehrte letztmals ein Güterzug.
Neben dem ehemaligen Bahnhof Abreschviller fährt seit 1968 die schmalspurige Museumsbahn Chemin de fer touristique d’Abreschviller. Sie entstand auf der Bahnstrecke nach Grand Soldat der ehemaligen Waldeisenbahn Chemin de fer forestier d’Abreschviller.

## Veranstaltungen
Jedes Frühjahr wird auf der Straße nach Saint-Quirin ein zur französischen Bergmeisterschaft zählendes Bergrennen ausgetragen.

## Persönlichkeiten
- Alexandre Chatrian (1826–1890), Schriftsteller, wurde in Soldatenthal/Grand Soldat (heute Ortsteil von Abreschviller) geboren.